# 聯亞技術學院

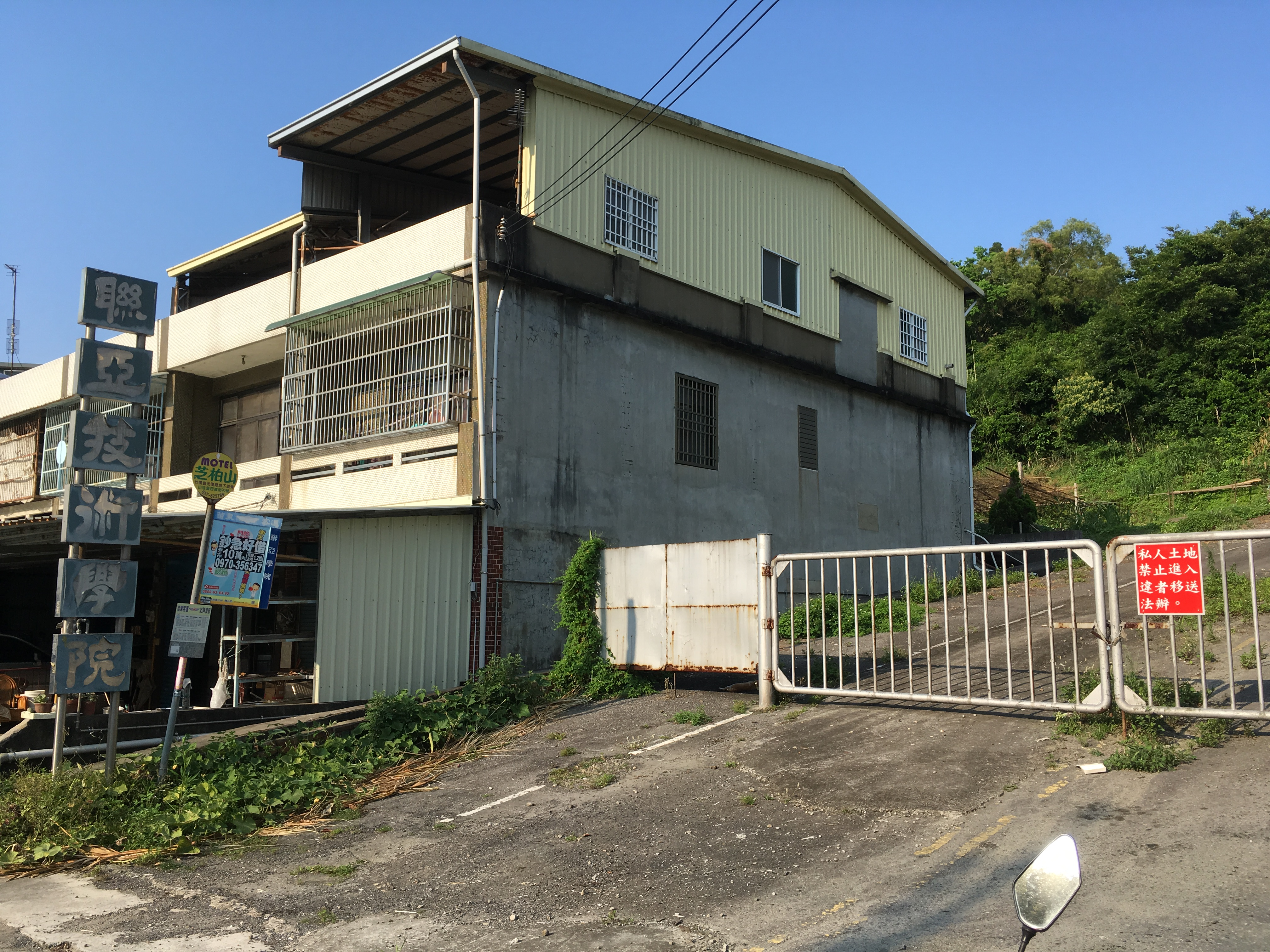
聯亞技術學院預定地，攝於2017年。

聯亞技術學院，是一所原預計成立於台灣苗栗縣造橋鄉的技術學院，但最終未能實現。

## 歷史
1997年7月27日動工，首任校長夏惠汶、苗栗縣長何智輝及教育部次長楊朝祥到場主持，是當時苗栗縣第一間大專院校。，原預定1999年開始招生。後續因道路產權問題，僅進行整地工程後便荒廢，設校計畫事實上取消。

## 交通
儘管學校未有實際成立，但苗栗客運仍在學校預定地門口設有「聯亞學院」的站牌。

## 外部連結
- 那些年差點申請成功的大學 （页面存档备份，存于）